# Juan Pablo Espinosa
Juan Pablo Espinosa Cuéllar (Bogotá, 28 de octubre de 1980) es un actor colombiano.

## Biografía

### Carrera
Durante su estancia en tierras estadounidenses, participó en varias obras teatrales, entre las que se cuentan: Shakespeare y Macbeth, esta última fue la práctica final de sus estudios actorales en Nueva York. Más adelante llegó a Los Ángeles para incursionar en el campo de los musicales, desarrollando sus habilidades en el canto; paralelo a ello presentaba videos musicales para un canal de televisión latino, y trabajó como asistente casting para una productora.
Regresó a Colombia hacia 2004, para aplicar su experiencia actoral en obras teatrales y proyectos televisivos. Tardó un año para debutar en la pantalla chica y a finales de 2005 se integró al reparto principal de la serie del Canal Caracol Tu voz estéreo (2005-2006), junto a Catalina Aristizábal. Durante dos temporadas, interpretó a Alejo, donde además de colocar música en la emisora radial, recibía y escuchaba los problemas cotidianos de sus oyentes.
Meses más tarde, firmó contrato con el Canal RCN para realizar dos papeles: el psicólogo Nicolás en la novela «Merlina, mujer divina» (2006), al lado de Valentina Acosta y Rodrigo Candamil; y el tenista Gonzalo en la versión colombiana de Floricienta (2006), protagonizada por la actriz Mónica Uribe. En el 2007 se tomó un receso para continuar estudiando actuación y realizar varias audiciones.
Hacia finales de 2007 logró su primer papel protagónico en la telenovela El último matrimonio feliz (2008); allí interpretó a Carlos. Mientras continuaba con la emisión de la novela por el Canal RCN, Juan Pablo, participó en la obra teatral Closer (2008), haciendo el papel de Sebastián. Para finales de 2009, participa en la serie cómica del Canal Sony, Los caballeros las prefieren brutas (2010) allí interpreta a Eduardo Santodomingo.
Participó en la primera temporada de la versión colombiana de «Grey’s anatomy» llamada A corazón abierto (2010) del Canal RCN, personificando al doctor Augusto Maza.
Además lo podemos ver en la telenovela del Canal Caracol titulada Secretos de Familia (2010), interpretando a Camilo Rincón.
En el 2011 fue el protagonista de la telenovela de Caracol televisión El Secretario, en la que personifica al honesto y algo imprudente Emilio Romero, el secretario de Antonia Fontalvo (Stephanie Cayo).
En febrero de 2012 protagoniza el musical Chicago, interpretando al carismático abogado Billy Flynn, junto a Stephanie Cayo como Roxie Hart y Andrea Guzmán como Velma Kelly.
En el 2014 presenta el programa Idol Colombia de RCN televisión (versión colombiana de American Idol) y aseguró que «es un fan del programa y para el es un sueño hecho realidad.»
También en 2014 ve la luz la telenovela Secretos del Paraíso de RCN televisión, en la que vuelve a tener un papel protagonista, interpretando a Cristóbal Soler.
En el 2015, interpreta al abogado, economista, periodista y político colombiano, candidato a la Presidencia de Colombia, asesinado en 1989, Luis Carlos Galán, en la serie Narcos de Netflix, y al polémico y divertido protagonista de la telenovela Hilo de Sangre Azul, Pedro Ospina, de RCN televisión, en la adaptación de la novela de Patricia Lara, del mismo nombre, y en la que comparte reparto con Diana Hoyos y Juan Pablo Shuk entre otros.
Posteriormente decide hacer un alto en su carrera en Colombia y volver a Estados Unidos a continuar con su formación y afrontar nuevos proyectos.
En 2017 protagoniza la telenovela La fan para Telemundo junto a Angélica Vale, e interpreta a Alberto Bravo en la película Cocaine Godmother, junto a la ganadora de un Oscar Catherine Zeta Jones

### Vida personal
El 11 de junio de 2019 el actor reveló su homosexualidad en un video que fue publicado en sus redes sociales.

## Filmografía

### Televisión
| Año       | Título                              | Personaje                                |
| --------- | ----------------------------------- | ---------------------------------------- |
| 2021-2022 | Acapulco                            | Rodolfo                                  |
| 2017      | La fan                              | Lucas Duarte / Lucas Eduardo Zubizarreta |
| 2016      | Narcos                              | Luis Carlos Galán                        |
| 2016      | Hilos de sangre azul                | Pedro Ospina                             |
| 2013      | Secretos del paraíso                | Cristóbal Soler                          |
| 2013      | Las santísimas                      | Santiago                                 |
| 2011-2012 | El secretario                       | Emilio Romero                            |
| 2010-2011 | Secretos de familia                 | Camilo Rincón                            |
| 2010-2011 | A corazón abierto                   | Dr. Augusto Maza                         |
| 2010      | Los caballeros las prefieren brutas | Eduardo Santodomingo                     |
| 2008-2009 | El último matrimonio feliz          | Carlos Alberto García                    |
| 2006-2007 | Floricienta                         | Gonzalo                                  |
| 2006-2007 | Tu voz estéreo                      | Alejo Quiñones                           |
| 2006      | Merlina, mujer divina               | Nicolás                                  |

### Reality
| Año  | Título        | Personaje   |
| ---- | ------------- | ----------- |
| 2014 | Idol Colombia | Presentador |

## Cine
| Año  | Título            | Personaje     |
| ---- | ----------------- | ------------- |
| 2017 | Cocaine Godmother | Alberto Bravo |

## Premios y nominaciones

### Premios India Catalina
| Año  | Categoría                             | Telenovela o serie | Resultado |
| ---- | ------------------------------------- | ------------------ | --------- |
| 2012 | Mejor actor protagónico de telenovela | El secretario      | Ganador   |

### Premios TVyNovelas
| Año  | Categoría                             | Telenovela o Serie | Resultado |
| ---- | ------------------------------------- | ------------------ | --------- |
| 2012 | Mejor actor protagónico de telenovela | El secretario      | Ganador   |
| 2011 | Mejor actor reparto de serie          | A corazón abierto  | Ganador   |

### Premios Talento Caracol
| Año  | Categoría   | Telenovela o serie | Resultado |
| ---- | ----------- | ------------------ | --------- |
| 2012 | Mejor actor | El secretario      | Ganador   |

### Otros premios
- Premios Revista Esquire Personalidad de la Tv por su actuación en El secretario.
- Premios Click Caracol Mejor beso o rumbiada El secretario.
- Premios Click Caracol Mejor carcajada El secretario.